# Lim Nam-kyu
Lim Nam-kyu, född 1 september 1989, är en sydkoreansk rodelåkare.

## Karriär
Lim tävlade för Sydkorea vid olympiska vinterspelen 2018 i Pyeongchang, där han slutade på 30:e plats i herrarnas singel. Lim var även en del av Sydkoreas lag tillsammans med Aileen Frisch, Park Jin-yong och Cho Jung-myung som slutade på nionde plats i lagstafetten.
Vid olympiska vinterspelen 2022 i Peking slutade Lim på 33:e plats i herrarnas singel. Han var även en del av Sydkoreas lag tillsammans med Aileen Frisch, Park Jin-yong och Cho Jung-myung som slutade på 13:e plats i lagstafetten.